# 莫邃
莫邃（越南语：／；？—1412年）是越南至灵县陇洞廊（今海阳省南策县南新社）人，陳朝宰相莫挺之的孙子。莫瑤之子。
1407年，中国明朝攻灭越南胡朝。莫邃与北江等府县耆老一千百二十人表示陈氏子孙被胡季犛杀尽，请明军恢复越南中国郡县的地位，明朝在擒拿了胡季犛、胡汉苍父子后执行了这一建议。丘濬的《平定交南录》称是莫邃擒获胡汉苍和他的太子。
明朝设立交趾布政使司，以莫邃为右参政。1408年，简定帝起兵反明，建立后陈朝。莫邃随张辅攻打其据点演州。简定帝与邓悉不敌，逃往化州。明军一直追击到布政海口。
1412年，農文歷据谅山叛乱，扼守明军往来的道路，杀死大量明军官兵。莫邃率兵讨伐，孤军深入，中毒箭而死。
1527年，莫邃的玄孙莫登庸篡夺后黎朝皇位，追尊莫邃庙号裕祖，谥号肇福弘道積德皇帝。

## 家族
- 長子後黎朝前武隊、東路鎮撫莫吞[6]
- 次子莫懿祖莫暠[6]